# Albert Lebourg

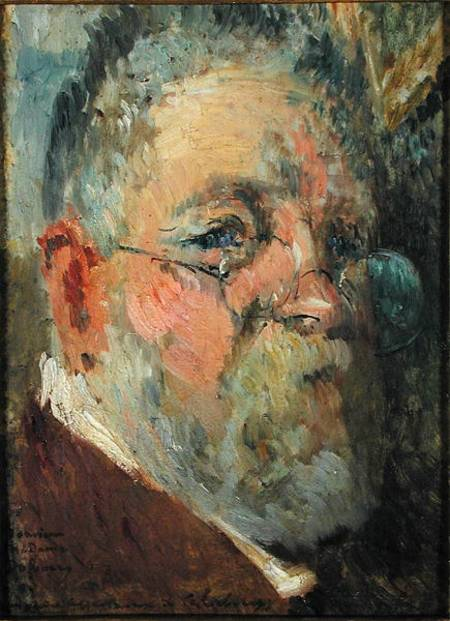
Albert Lebourg, zelfportret

Albert-Charles Lebourg (Montfort-sur-Risle. 1 februari 1849 – Rouen, 6 januari 1928) was een Frans kunstschilder. Hij wordt gerekend tot het impressionisme.

## Leven en werk
Lebourg werkte aanvankelijk voor een architectenbureau in Rouen, waar hij tevens cursussen volgde aan de ‘École Municipale de Peintre et de Dessin’. Van 1872 tot 1876 was hij vervolgens tekenleraar aan de Kunstacademie te Algiers, waar hij in 1873 ook trouwde. Terug in Frankrijk studeerde hij verder aan de École nationale supérieure des beaux-arts onder Jean-Paul Laurens, om het tekenleraarschap van de stad Parijs te verwerven. Uiteindelijk zou hij echter kiezen voor het zelfstandig kunstenaarschap.
Het werk van Lebourg werd sterk beïnvloed door de colorist Jean Seignemartin (1848-1875), die hij in Algiers had leren kennen, en door de School van Rouen, waartoe hij ook wel gerekend wordt. Enthousiast over doeken van Édouard Manet en Gustave Courbet, die hij in de Parijse salon had gezien, koos hij uiteindelijk volledig voor de stijl van het impressionnisme. Hij schilderde vooral veel landschappen, met een sterke nadruk op atmosfeer en structuur. Net als Claude Monet en Alfred Sisley schilderde hij vaak hetzelfde motief onder verschillende omstandigheden.
In 1879 en 1880 nam Lebourg deel aan de vierde en vijfde impressionistententoonstelling in Parijs en in 1883 exposeerde hij voor het eerst ook zelf in de Parijse salon. Hij woonde vervolgens afwisselend in Île-de-France, Auvergne en Normandië. Van 1895 tot 1897 verbleef hij grotendeels in Nederland, waar hij schilderde in de omgeving van Rotterdam en Dordrecht. Hij schreef: "Holland heeft me sterk in verleiding gebracht. Ik houd van de voortdurend veranderende wolken, de rivieren, de grachten. Ik ben blij hier te schilderen. Ik voel me hier thuis. Ik ben in een land dat het mine zou moeten zijn". In 1900 maakt Lebourg een reis naar Engeland en in 1905 nog naar Zwitserland.
Lebourg exposeerde op de wereldtentoonstelling van 1900 te Parijs. In 1918 had hij een grote overzichtstentoonstelling bij Galerie Petit te Parijs. In 1925 kreeg hij last van verlammingsverschijnselen en stopte hij met schilderen. In 1903 werd hij ridder in het Legioen van Eer. Hij overleed in 1928 te Rouen.
Werk van Lebourg is momenteel onder andere te zien in het Musée d'Orsay en de Galerie nationale du Jeu de Paume te Parijs, het ‘Musée des beaux-arts de Lyon’ en het ‘Musée des beaux-arts’ te Rouen.

#### Landschappen

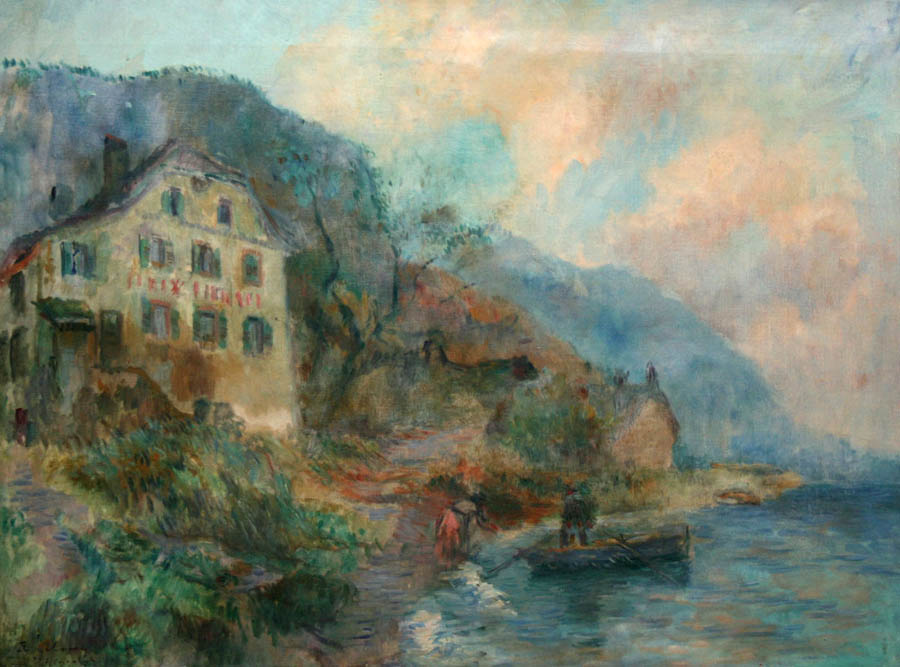
De oever van het meer van Genève
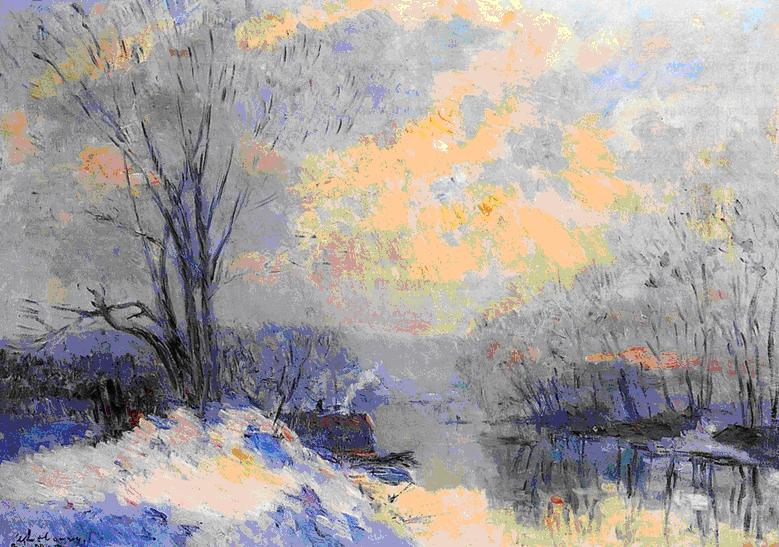
De Seine bij Bras-Meudon, en de sneeuw en zonneschijn
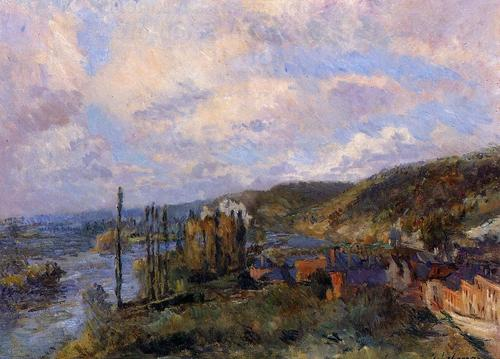
Bij Rouen, de rotsen van Saint-Adrien
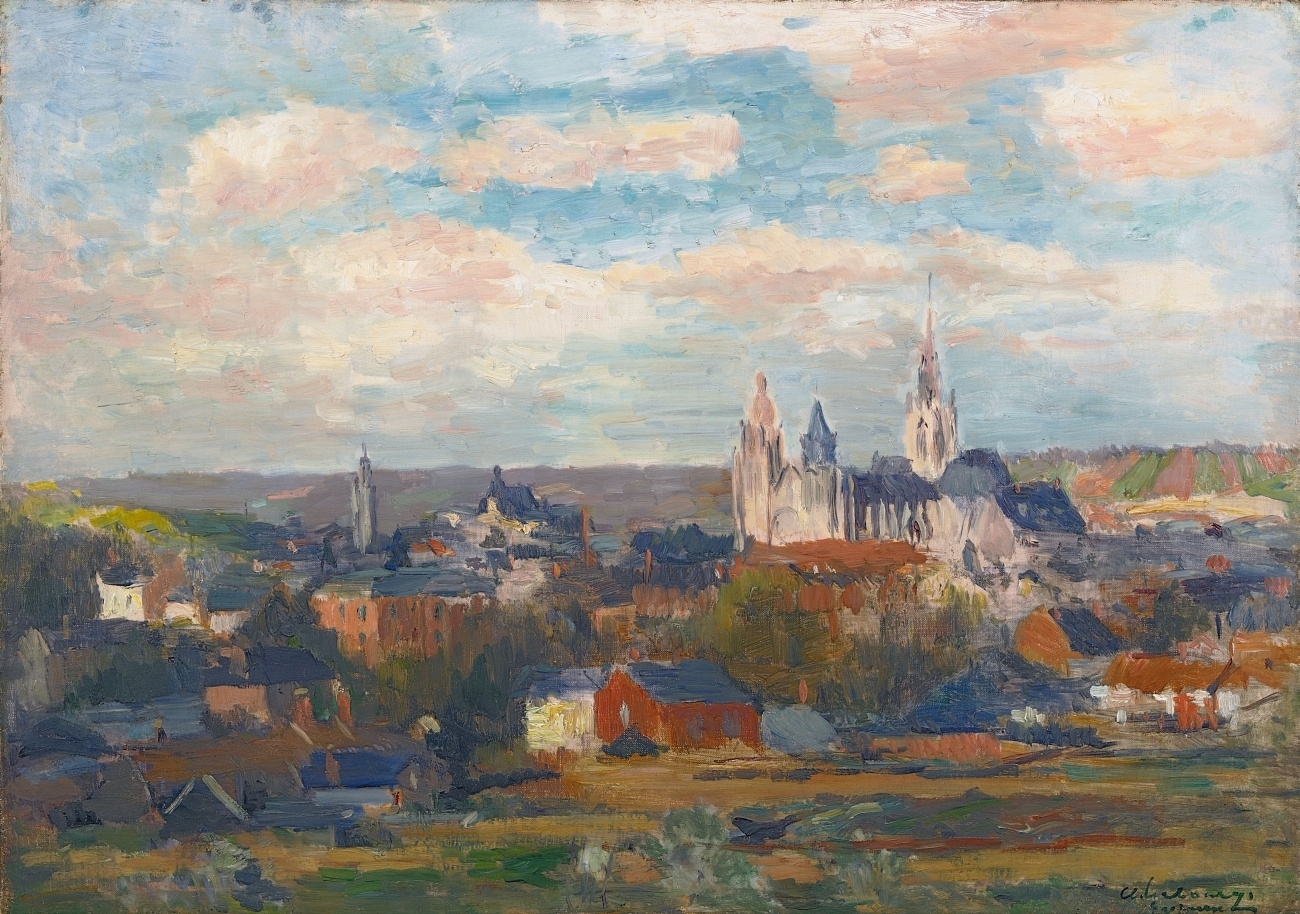
Gezicht op Evreux, met de kathedraal
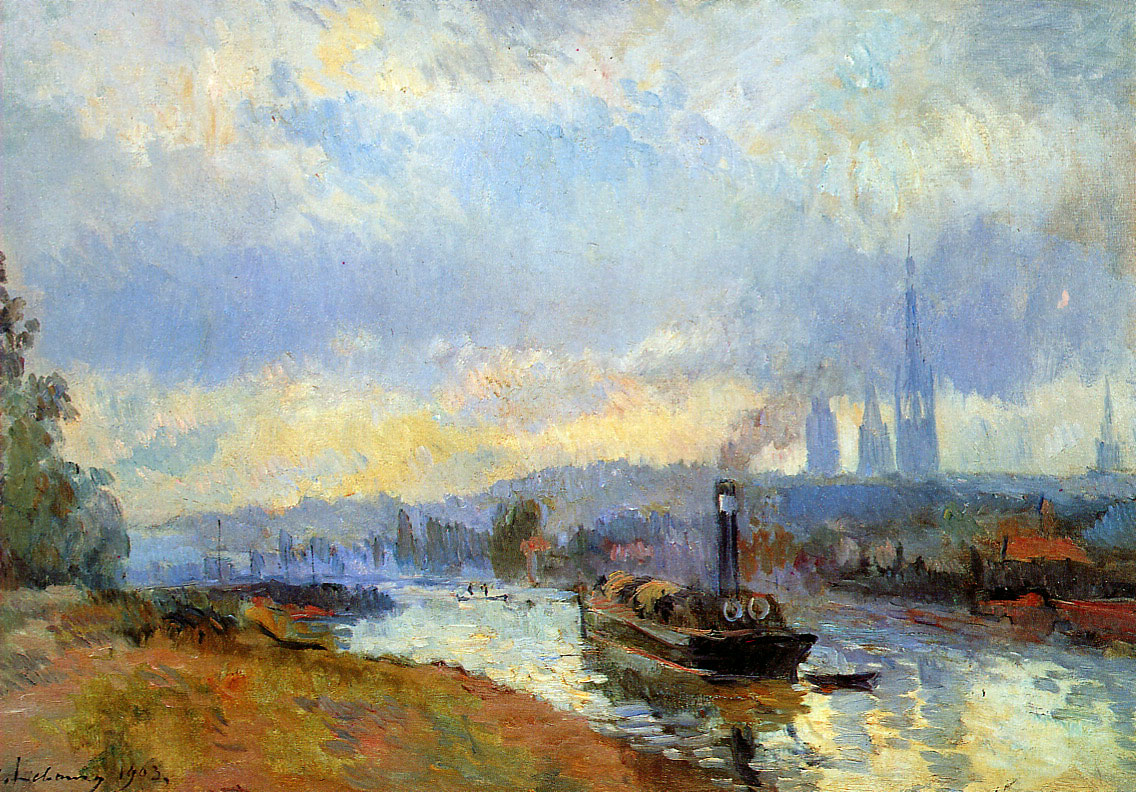
Sleepboten in ze zon bij Rouen

#### Vijf keer de Notre-Dame

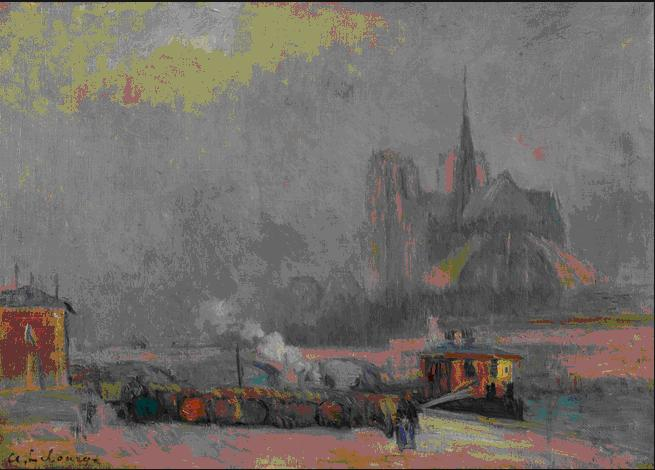
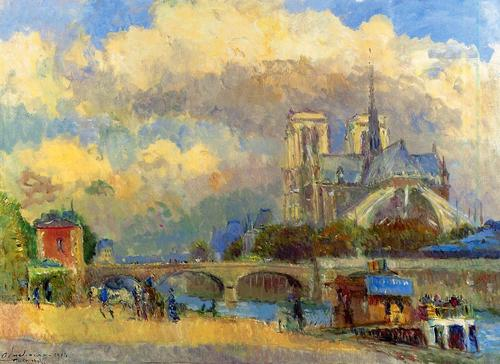
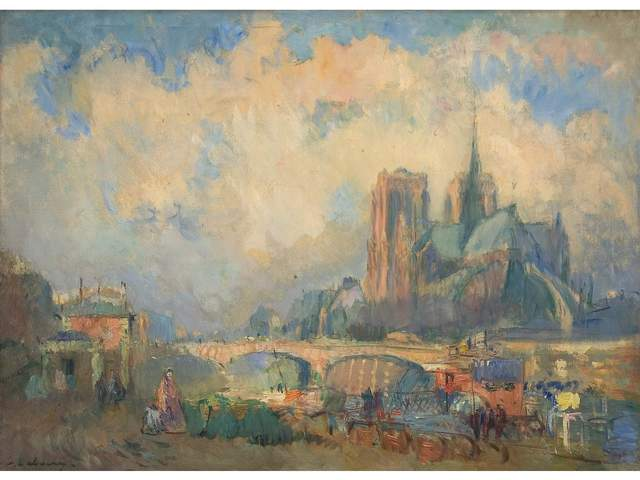
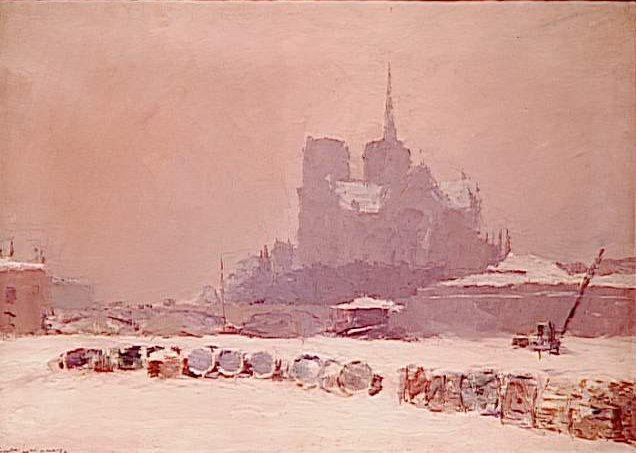
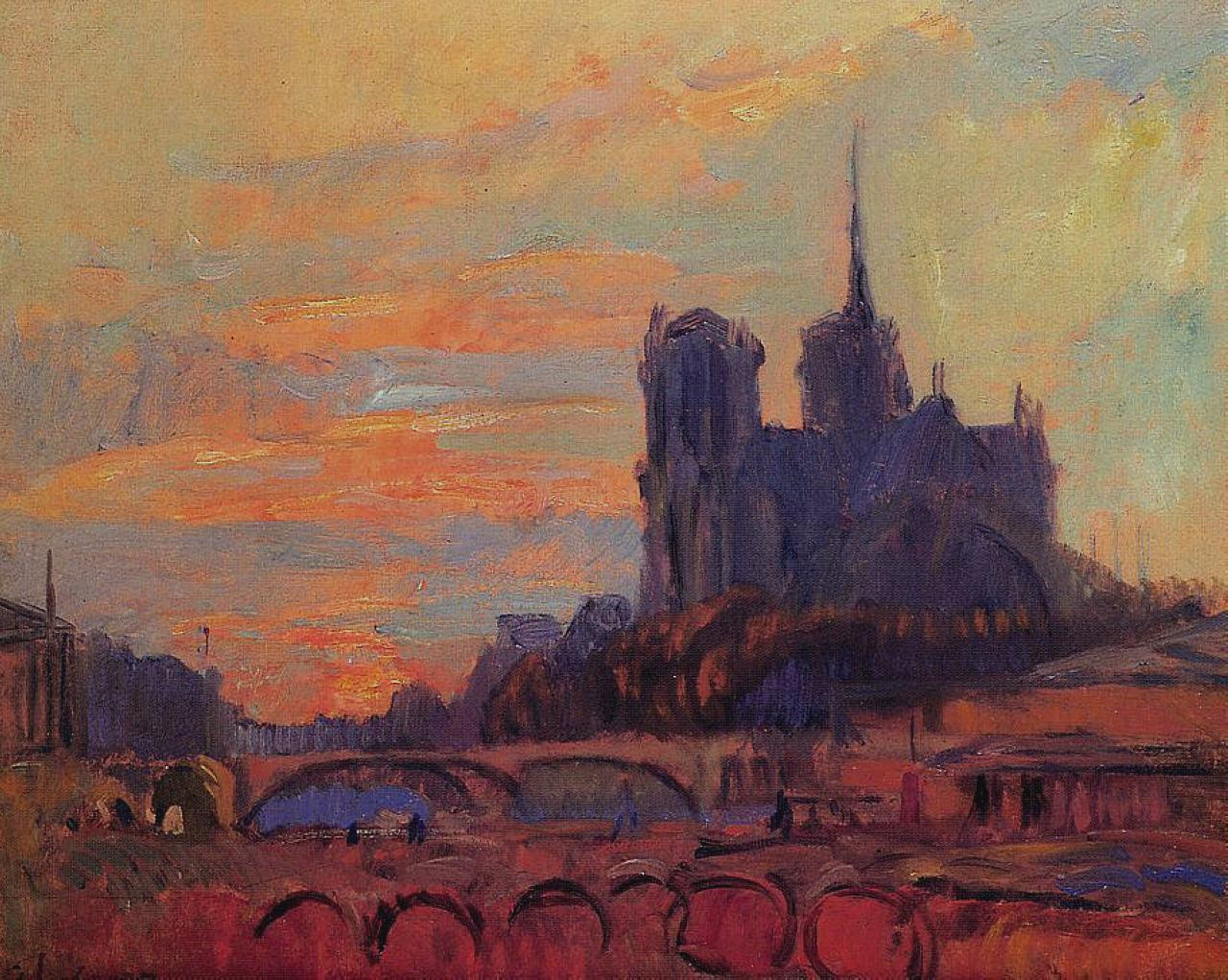

#### 'Hollandse' schilderijen

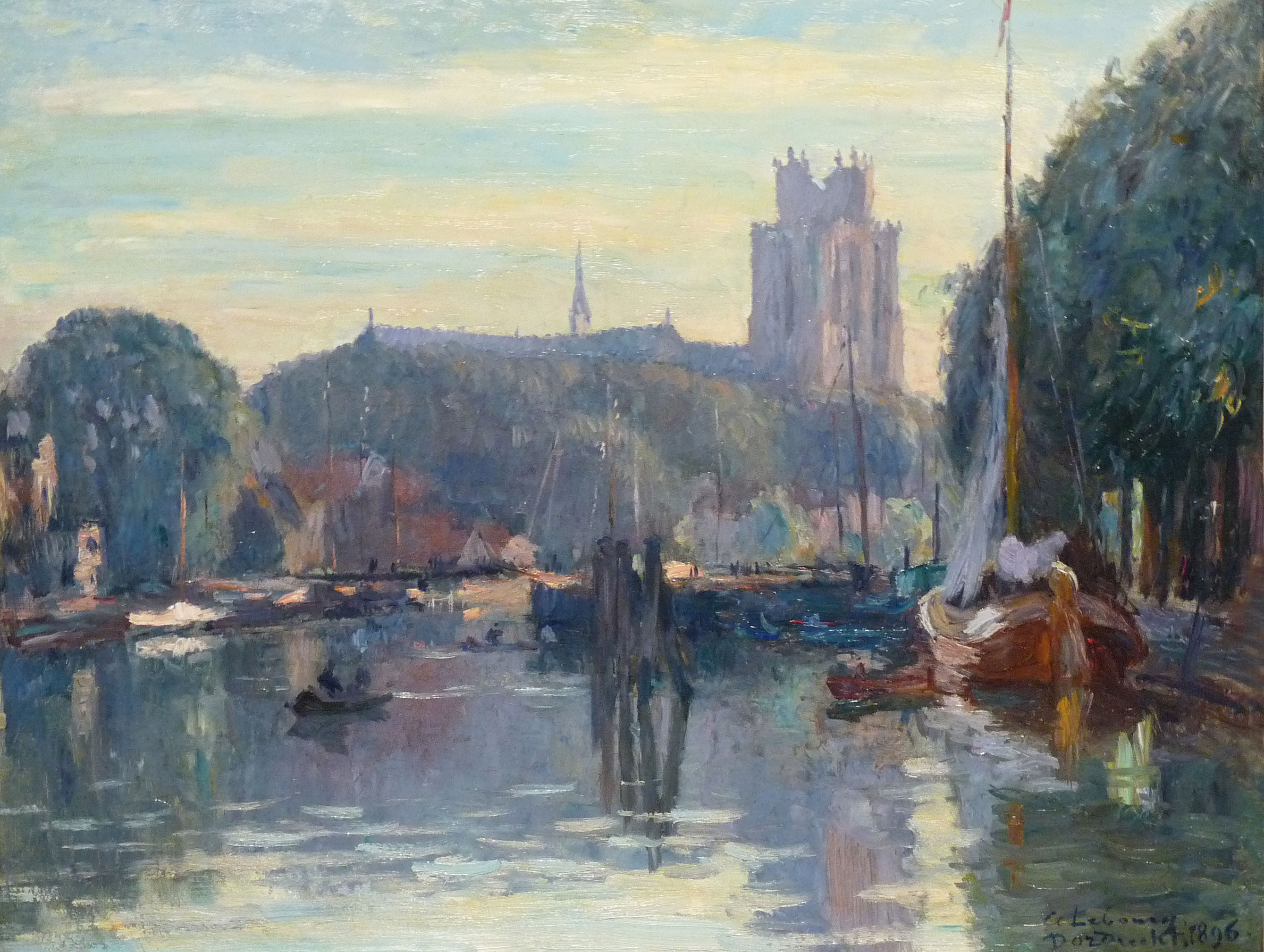
De kathedraal van Dordrecht
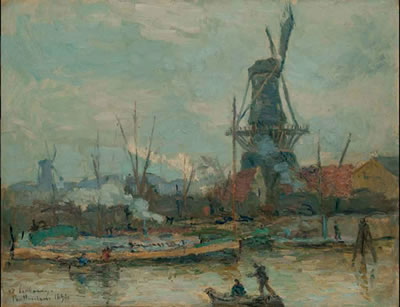
De molens aan de haven van Rotterdam op een dag met harde wind
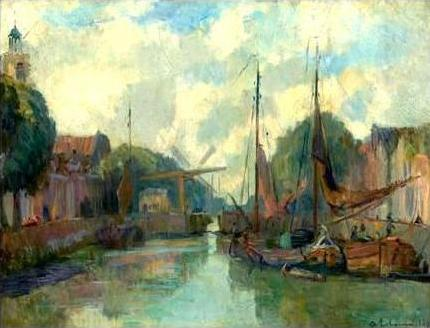
Kanaal te Rotterdam
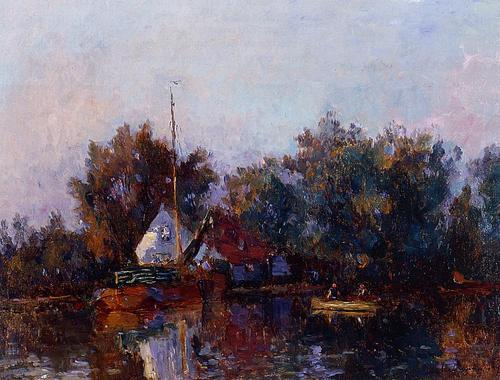
Kanaal in Holland, bij Rotterdam
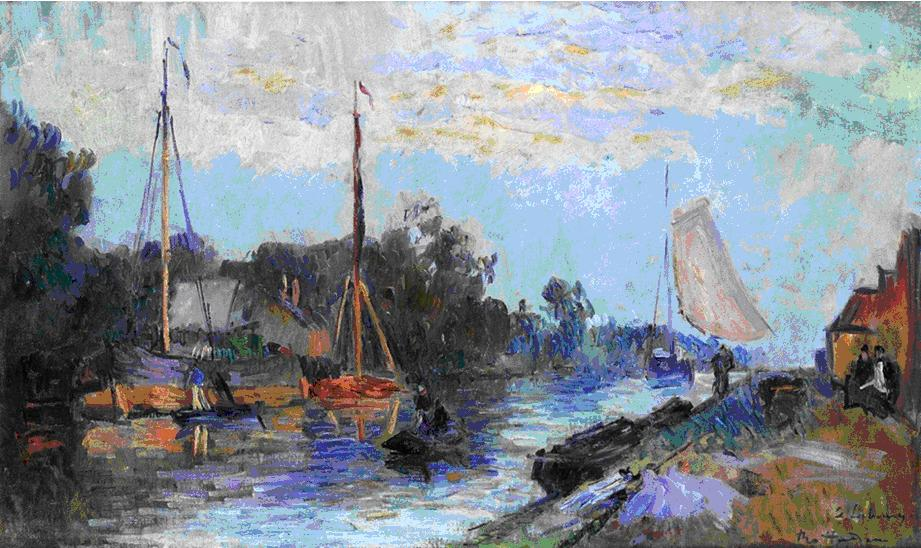
Zicht op de rivier De Schie

## Noot
1. ↑  Cf. Hans Kraan, Dromen van Holland, blz. 204-205.

- Bibliothèque nationale de France: cb119727283 (data)
- Gemeinsame Normdatei: 124052991
- International Standard Name Identifier: 0000 0001 1877 6016
- Library of Congress Control Number: n86047754
- Base Léonore: LH//1519/35
- Nederlandse Thesaurus van Auteursnamen: 138676895
- RKD-Nederlands Instituut voor Kunstgeschiedenis: 48669
- SNAC: w6zp8q78
- Système universitaire de documentation: 027751627
- Union List of Artist Names: 500003210
- Virtual International Authority File: 69851145
- WorldCat: E39PBJcwDxCYTWMVHKdWYRJMT3